# Apofil·lita
Apofil·lita és el nom genèric amb el que es coneixen els minerals que integren el grup de l'apofil·lita, un grup de minerals fil·losilicats. Rep el nom del grec ἀπόΦυλλίςο apophyllizein (exfoliar-se), una referència a la tendència d'aquesta classe per formar escates part quan s'escalfa, a causa de la pèrdua d'aigua. Originàriament, el nom del grup feia referència a un mineral específic, però es va redefinir el 1978 per representar a una classe de minerals de composició química similar. Aquests minerals es troben típicament com minerals secundaris en vesícules en basalt i a altres roques volcàniques. Un canvi en el sistema de nomenclatura emprat per a aquest grup va ser aprovat per l'Associació Mineralògica Internacional, eliminant els prefixos dels noms de les espècies i afegint sufixos per designar l'espècie.
Els minerals que integren aquest grup són sis: fluorapofil·lita-(Cs), fluorapofil·lita-(K), fluorapofil·lita-(Na), fluorapofil·lita-(NH₄), hidroxiapofil·lita-(K) i hidroximcglassonita-(K).
| Espècie                 | Fórmula                 |
| ----------------------- | ----------------------- |
| Fluorapofil·lita-(Cs)   | CsCa₄(Si₈O20)F·8H₂O     |
| Fluorapofil·lita-(K)    | KCa₄(Si₈O20)(F,OH)·8H₂O |
| Fluorapofil·lita-(Na)   | NaCa₄(Si₈O20)F·8H₂O     |
| Fluorapofil·lita-(NH₄)  | NH₄Ca₄(Si₈O20)F·8H₂O    |
| Hidroxiapofil·lita-(K)  | KCa₄(Si₈O20)(OH,F)·8H₂O |
| Hidroximcglassonita-(K) | KSr₄Si₈O20(OH)·8H₂O     |

Totes aquestes espècies cristal·litzen en el sistema tetragonal excepte la fluorapofil·lita-(Na), que ho fa en el sistema ortoròmbic.
La cromociclita és una varietat d'apofil·lita que mostra els anells d'interferència de color quan es veu en llum polaritzada convergent.
Segons la classificació de Nickel-Strunz, les diferents apofil·lites pertanyen a "09.EA: Fil·losilicats, amb xarxes senzilles de tetraèdres amb 4-, 5-, (6-), i 8-enllaços» juntament amb els següents minerals: cuprorivaïta, gillespita, effenbergerita, wesselsita, ekanita, magadiïta, dalyita, davanita, sazhinita-(Ce), sazhinita-(La), armstrongita, okenita, nekoïta, cavansita, pentagonita, penkvilksita, tumchaïta, nabesita, ajoïta, zeravshanita, bussyita-(Ce) i plumbofil·lita.